# Scutellidium lamellipes
Scutellidium lamellipes är en kräftdjursart som beskrevs av Monk 1941. Scutellidium lamellipes ingår i släktet Scutellidium och familjen Tisbidae. Inga underarter finns listade i Catalogue of Life.